# Grant Hill
Grant Henry Hill (Dallas, 5 oktober 1972) is een Amerikaans voormalig basketballer. Hij speelde als small-forward.

## Carrière
Hill speelde collegebasketbal voor de Duke Blue Devils van 1990 tot 1994. Hij werd als derde gekozen door de Detroit Pistons in de NBA Draft van 1994. Hij speelde zes seizoenen, vijf als een All-star voor de Pistons. Na zijn eerste seizoen werd hij verkozen tot NBA Rookie of the Year samen met Jason Kidd en tot NBA All-Rookie First Team. In 1996 won hij met het Amerikaans basketbalteam een gouden medaille op de Olympische Spelen.
Hill werd in 2000 geruild naar de Orlando Magic voor Chucky Atkins en Ben Wallace, hij speelde er van 2000 tot 2004 maar kende er zijn eerste vier seizoen veel blessureleed. Hij speelde nadien 5 seizoenen voor de Phoenix Suns. Hij speelde het laatst seizoen voor de Los Angeles Clippers en ging eindelijk met pensioen na een carrière van 19 jaar.
Hij was een zevenvoudige NBA All-Star, was vijfmaal onderdeel van de All-NBA-selectie en was een drievoudige winnaar van de NBA Sportsmanship Award.
Hill werd in 2015 een mede-eigenaar van de Atlanta Hawks. In 2023 werd hij deels aandeelhouder van de voetbalclubs Orlando City SC en Orlando Pride. In 2024 werd hij deels aandeelhouder van de honkbalclub Baltimore Orioles.

## Privéleven
Hills vader Calvin Hill was een Americanfootballspeler. Hill trouwde met de Canadese zangeres Tamia.

## Erelijst
- NBA All-Star: 1995, 1996, 1997, 1998, 2000, 2001, 2005
- All-NBA First Team: 1997
- All-NBA Second Team: 1996, 1998, 1999, 2000
- NBA Rookie of the Year: 1995
- NBA All-Rookie First Team: 1995
- NBA Sportsmanship Award: 2005, 2008, 2010
- IBM Award: 1997
- Nummer 33 teruggetrokken door de Duke Blue Devils
- Olympische Zomerspelen: 1996
- Pan-Amerikaanse Spelen: 1991
- Basketball Hall of Fame: 2018
- College Basketball Hall of Fame: 2014

## Statistieken

### Regulier seizoen
| Seizoen      | Team                 | WG                         | WS                         | MPW                        | 2P%                        | 3P%                        | FW%                        | RPW                        | APW                        | SPW                        | BPW                        | PPW                        |
| ------------ | -------------------- | -------------------------- | -------------------------- | -------------------------- | -------------------------- | -------------------------- | -------------------------- | -------------------------- | -------------------------- | -------------------------- | -------------------------- | -------------------------- |
| 1994/95      | Detroit Pistons      | 70                         | 69                         | 38,3                       | 47,7                       | 14,8                       | 73,2                       | 6,4                        | 5,0                        | 1,8                        | 0,9                        | 19,9                       |
| 1995/96      | Detroit Pistons      | 80                         | 80                         | 40,8                       | 46,2                       | 19,2                       | 75,1                       | 9,8                        | 6,9                        | 1,3                        | 0,6                        | 20,2                       |
| 1996/97      | Detroit Pistons      | 80                         | 80                         | 39,3                       | 49,6                       | 30,3                       | 71,1                       | 9,0                        | 7,3                        | 1,8                        | 0,6                        | 21,4                       |
| 1997/98      | Detroit Pistons      | 81                         | 81                         | 40,7                       | 45,2                       | 14,3                       | 74,0                       | 7,7                        | 6,8                        | 1,8                        | 0,7                        | 21,1                       |
| 1998/99      | Detroit Pistons      | 50                         | 50                         | 37,0                       | 47,9                       | 0,0                        | 75,2                       | 7,1                        | 6,0                        | 1,6                        | 0,5                        | 21,1                       |
| 1999/00      | Detroit Pistons      | 74                         | 74                         | 37,5                       | 48,9                       | 34,7                       | 79,5                       | 6,6                        | 5,2                        | 1,4                        | 0,6                        | 25,8                       |
| 2000/01      | Orlando Magic        | 4                          | 4                          | 33,3                       | 44,2                       | 100,0                      | 61,5                       | 6,3                        | 6,3                        | 1,3                        | 0,5                        | 13,8                       |
| 2001/02      | Orlando Magic        | 14                         | 14                         | 36,6                       | 42,6                       | 0,0                        | 86,3                       | 8,9                        | 4,6                        | 0,6                        | 0,3                        | 16,8                       |
| 2002/03      | Orlando Magic        | 29                         | 29                         | 29,1                       | 49,2                       | 25,0                       | 81,9                       | 7,1                        | 4,2                        | 1,0                        | 0,4                        | 14,5                       |
| 2003/04      | Orlando Magic        | Speelde niet door blessure | Speelde niet door blessure | Speelde niet door blessure | Speelde niet door blessure | Speelde niet door blessure | Speelde niet door blessure | Speelde niet door blessure | Speelde niet door blessure | Speelde niet door blessure | Speelde niet door blessure | Speelde niet door blessure |
| 2004/05      | Orlando Magic        | 67                         | 67                         | 34,9                       | 50,9                       | 23,1                       | 82,1                       | 4,7                        | 3,3                        | 1,4                        | 0,4                        | 19,7                       |
| 2005/06      | Orlando Magic        | 21                         | 17                         | 29,2                       | 49,0                       | 25,0                       | 76,5                       | 3,8                        | 2,3                        | 1,1                        | 0,3                        | 15,1                       |
| 2006/07      | Orlando Magic        | 65                         | 64                         | 30,9                       | 51,8                       | 16,7                       | 76,5                       | 3,6                        | 2,1                        | 0,9                        | 0,4                        | 14,4                       |
| 2007/08      | Phoenix Suns         | 70                         | 68                         | 31,7                       | 50,3                       | 31,7                       | 86,7                       | 5,0                        | 2,9                        | 0,9                        | 0,8                        | 13,1                       |
| 2008/09      | Phoenix Suns         | 82                         | 68                         | 29,8                       | 52,3                       | 31,6                       | 80,8                       | 4,9                        | 2,3                        | 1,1                        | 0,7                        | 12,0                       |
| 2009/10      | Phoenix Suns         | 81                         | 81                         | 30,0                       | 47,8                       | 43,8                       | 81,7                       | 5,5                        | 2,4                        | 0,7                        | 0,4                        | 11,3                       |
| 2010/11      | Phoenix Suns         | 80                         | 80                         | 30,1                       | 48,4                       | 39,5                       | 82,9                       | 4,2                        | 2,5                        | 0,8                        | 0,4                        | 13,2                       |
| 2011/12      | Phoenix Suns         | 49                         | 46                         | 28,1                       | 44,6                       | 26,4                       | 76,1                       | 3,5                        | 2,2                        | 0,8                        | 0,6                        | 10,2                       |
| 2012/13      | Los Angeles Clippers | 29                         | 0                          | 15,1                       | 38,8                       | 27,3                       | 58,3                       | 1,7                        | 0,9                        | 0,4                        | 0,2                        | 3,2                        |
| Carrière     | Carrière             | 1026                       | 972                        | 33,9                       | 48,3                       | 31,4                       | 76,9                       | 6,0                        | 4,1                        | 1,2                        | 0,6                        | 16,7                       |
| NBA All-Star | NBA All-Star         | 6                          | 6                          | 22,2                       | 57,1                       | 50,0                       | 54,5                       | 2,5                        | 3,2                        | 1,2                        | 0,2                        | 10,5                       |

### Play-offs
| Seizoen  | Team                 | WG | WS | MPW  | 2P%  | 3P%  | FW%   | RPW | APW | SPW | BPW | PPW  |
| -------- | -------------------- | -- | -- | ---- | ---- | ---- | ----- | --- | --- | --- | --- | ---- |
| 1995/96  | Detroit Pistons      | 3  | 3  | 38,3 | 56,4 | 50,0 | 85,7  | 7,3 | 3,7 | 1,0 | 0,0 | 19,0 |
| 1996/97  | Detroit Pistons      | 5  | 5  | 40,6 | 43,7 | 0,0  | 71,8  | 6,8 | 5,4 | 0,8 | 1,0 | 23,6 |
| 1998/99  | Detroit Pistons      | 5  | 5  | 35,2 | 45,7 | 0,0  | 81,3  | 7,2 | 7,4 | 2,0 | 0,4 | 19,4 |
| 1999/00  | Detroit Pistons      | 2  | 2  | 27,5 | 37,5 | 50,0 | 90,0  | 5,5 | 4,5 | 0,5 | 0,0 | 11,0 |
| 2006/07  | Orlando Magic        | 4  | 4  | 35,8 | 50,0 | 0,0  | 66,7  | 5,5 | 3,8 | 0,5 | 0,3 | 15,0 |
| 2007/08  | Phoenix Suns         | 3  | 2  | 22,7 | 45,5 | 0,0  | 100,0 | 5,3 | 1,0 | 0,7 | 0,3 | 3,7  |
| 2009/10  | Phoenix Suns         | 16 | 16 | 28,3 | 48,0 | 18,8 | 86,8  | 5,8 | 2,3 | 0,8 | 0,6 | 9,6  |
| 2012/13  | Los Angeles Clippers | 1  | 0  | 20,0 | 50,0 | 0,0  | 0,0   | 4,0 | 2,0 | 0,0 | 0,0 | 4,0  |
| Carrière | Carrière             | 39 | 37 | 31,6 | 46,9 | 23,8 | 78,1  | 6,1 | 3,6 | 0,9 | 0,5 | 13,4 |

4 Charles Barkley · 
5 Grant Hill · 
6 Penny Hardaway · 
7 David Robinson · 
8 Scottie Pippen · 
9 Mitch Richmond · 
10 Reggie Miller · 
11 Karl Malone · 
12 John Stockton · 
13 Shaquille O'Neal · 
14 Gary Payton · 
15 Hakeem Olajuwon · 
Coach Lenny Wilkens